# 蓋瑞·坦波頓
蓋瑞·路易士·坦波頓（英語：Garry Lewis Templeton，1956年3月24日—），為前美國職棒大聯盟的游擊手，生涯曾效力於紅雀、教士與大都會等隊。2015年，他入選教士隊名人堂。

## 職業生涯
坦波頓在1976年登上大聯盟，隔年便成功入選明星賽。1979年，他第二次入選明星賽，並首次達成左右打各敲出100支安打的成就。他連續3年都是紅雀隊上的安打王，他還累積了19支三壘安打。雖然坦波頓在1979年的打擊表現勝過戴夫·康塞普西翁和Larry Bowa兩位游擊手，但他卻沒有入選明星賽先發，而是只有替補。他也因此拒絕出賽，在當時引發了一些爭議。

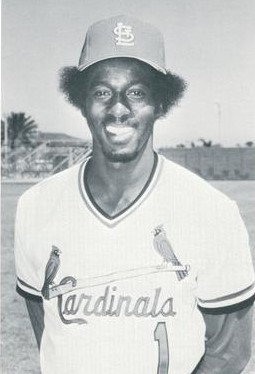
1980年的坦波頓

1980年起，坦波頓漸漸不再受到紅雀球迷歡迎。儘管他在1980年和1981年都維持不錯的打擊表現，但紅雀仍在1982年球季結束後將他交易到教士，換來奧齊·史密斯。
之後坦波頓在教士一待就是10年，期間他入選1次明星賽，拿下1座銀棒獎。1987年起，他當了4年的教士隊長。1991年5月31日，教士將坦波頓交易到大都會，換來Tim Teufel。這年他的打擊率為2成21，並敲出3轟與26分打點。球季結束後，坦波頓也結束了他的球員生涯。
2015年8月8日，坦波頓入選教士隊名人堂。

## 生涯打擊成績
| 出賽次數 | 打席 | 打數 | 得分 | 安打 | 二安 | 三安 | 全壘打 | 打點 | 盜壘 | 保送 | 三振 | 打擊率 | 上壘率 | 長打率 | OPS  |
| -------- | ---- | ---- | ---- | ---- | ---- | ---- | ------ | ---- | ---- | ---- | ---- | ------ | ------ | ------ | ---- |
| 2079     | 8208 | 7721 | 893  | 2096 | 329  | 106  | 70     | 728  | 242  | 375  | 1092 | .271   | .304   | .369   | .673 |

## 個人生活
坦波頓的兒子小蓋瑞曾於1999年至2007年間在小聯盟打球。2012年至2015年間，坦波頓還曾在獨立聯盟擔任過總教練，目前他在響尾蛇擔任球探。

## 外部連結
- 球員資訊和成績在MLB，ESPN，Baseball-Reference，Fangraphs（英文）